# Crete Challenger III 2025
Il Crete Challenger III 2025 è statp un torneo maschile di tennis professionistico. È stata la 3ª edizione del torneo, facente parte della categoria Challenger 50 nell'ambito dell'ATP Challenger Tour 2025, con un montepremi di 54 000 €. Si è giocato dall'11 al 16 agosto 2025 sui campi in cemento del Lyttos Beach Hotel di Chersonissos, in Grecia.

## Partecipanti

### Teste di serie
| Nazionalità | Giocatore             | Ranking* | Testa di serie |
| ----------- | --------------------- | -------- | -------------- |
| Regno Unito | George Loffhagen      | 229      | 1              |
| Rep. Ceca   | Marek Gengel          | 250      | 2              |
| Francia     | Matteo Martineau      | 269      | 3              |
| Cina        | Cui Jie               | 298      | 4              |
| Grecia      | Stefanos Sakellaridis | 317      | 5              |
| Francia     | Dan Added             | 340      | 6              |
| Stati Uniti | Christian Langmo      | 351      | 7              |
| Giordania   | Abedallah Shelbayh    | 353      | 8              |

* Ranking al 4 agosto 2025.

### Altri partecipanti
I seguenti giocatori hanno ricevuto una wild card per il tabellone principale:
- Pavlos Tsitsipas
- Petros Tsitsipas
- Ioannis Xilas

Il seguente giocatore è entrato in tabellone con il ranking protetto:
- Blaise Bicknell

Il seguente giocatore è entrato in tabellone come alternate:
- Rafael Jódar

I seguenti giocatori sono passati dalle qualificazioni:
- Péter Makk
- Il'ja Ivaška
- Pietro Fellin
- Orel Kimhi
- Luca Castagnola
- Théo Papamalamis

Il seguente giocatore è entrato in tabellone come lucky loser:
- Filippo Moroni

## Punti e montepremi
| Torneo    | Torneo              | V     | F     | SF    | QF    | 2T  | 1T  | Q | Q2  | Q1  |
| Singolare | Punti               | 50    | 25    | 14    | 8     | 4   | 0   | 3 | 1   | 0   |
| Singolare | Premi in denaro (€) | 7 530 | 4 420 | 2 575 | 1 545 | 900 | 560 | – | 180 | 110 |
| Doppio    | Punti               | 50    | 25    | 14    | 8     | –   | 0   | – | –   | –   |
| Doppio    | Premi in denaro (€) | 1 900 | 1 110 | 670   | 390   | –   | 225 | – | –   | –   |

## Campioni

### Singolare
Rafael Jódar hanno sconfitto in finale  Dan Added con il punteggio di 6–4, 6–2.

### Doppio
Filippo Moroni /  Stuart Parker hanno sconfitto in finale  Dan Added /  Arthur Reymond con il punteggio di 6–2, 6–4.